# Cúcuta
Cúcuta je hlavní město departementu Norte de Santander na severu Kolumbie. Díky své pozici v blízkosti kolumbijsko-venezuelské hranice je důležitým obchodním centrem. Hraniční přechody v blízkosti města jsou těmi nezatíženějšími v celé Jižní Americe.
V roce 2016 zde žilo 656 414 obyvatel, což z něj dělá šesté největší město Kolumbie. Metropolitní oblast má poté 853 520 obyvatel. Město se nachází v oblasti And zvané Cordillera Oriental, a je s Venezuelou spojené prostřednictvím dálnice Panamericana. Má také mezinárodní letiště. Město má rozlohu 1176 km² a jeho průměrná nadmořská výška je 320 metrů. Průměrná teplota v oblasti je 28 °C. Díky třem řekám (río Pamplonita, río Táchira, río Zulia) má město poměrně příjemné klima.

## Historie

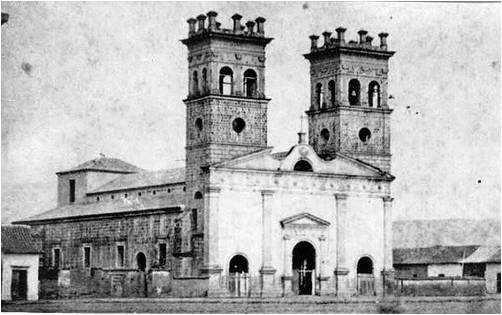
Barokní katedrála sv. Josefa z roku 1734 před zemětřesením

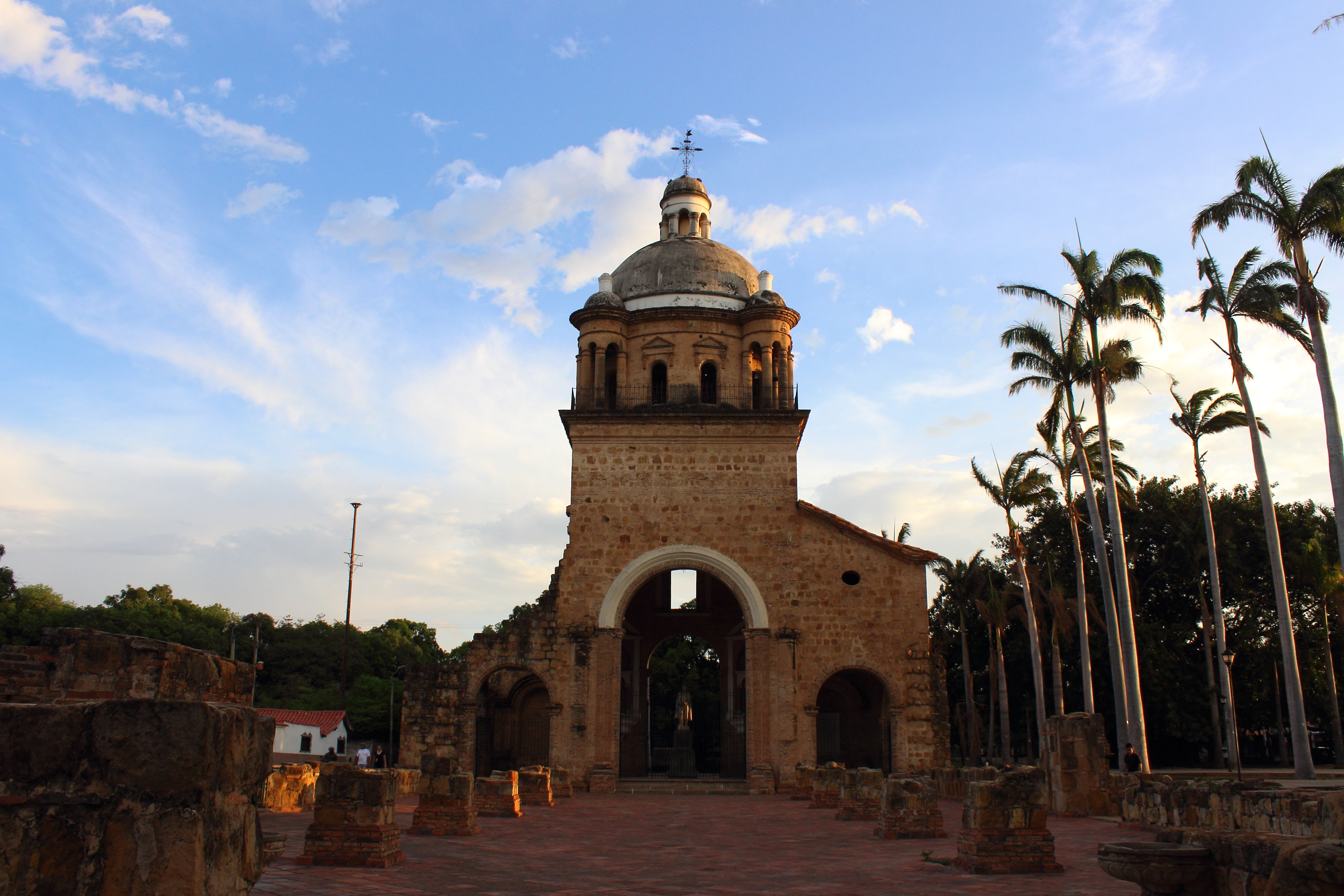
Villa del Rosario, s ruinou kostela, kde byla podepsána ústava

Na místě města Cúcuta existovala již před příchodem Španělů pre-hispánská osada. V roce 1550 byla do správy svěřena Sebastianu Pedrovi de Ursuovi (tzv. encomienda). Město založila 17. června 1733 španělská majitelka mnoha pozemků Juana Rangel de Cuellarová (1649–1736), která připojila nové území 782 hektarů (1 930 akrů), a pro smír s převážně indiánským obyvatelstvem darovala zem farnosti kostela sv. Josefa, který založila roku 1734. Tento kostel byl nejen náboženským centrem, ale i politickou jednací síní až do zemětřesení. Cuellarová také podepsala listinu osvobození místních obyvatel z otroctví a zasloužila se o rozvoj zemědělství a pěstování dobytka. Sídlo se velmi rychle rozrůstalo, také díky strategicky a obchodně výhodné pozici.
28. února 1813 se odehrála bitva u Cúcuty; po porážce Španělů zahájil generál Simón Bolívar vítězné tažení osvobozenecké armády za nezávislost. Roku 1821 byla v kostele a ville Rosario sepsána a schválena ústava nové republiky Gran Colombia, která zahrnovala území dnešních států Kolumbie, Venezuely, Ekvádoru a Panamy. Při zemětřesení 18. května 1875 byla většina zástavby města zničena. Roku 1956 byl zdejší kostel povýšen na katedrálů a město se stalo sídlem římskokatolické diecéze. V roce 1962 zde byla založena univerzita Paula Santandera. V posledních letech se město rozrostlo o početnou komunitu exulantů z Venezuely.

## Památky

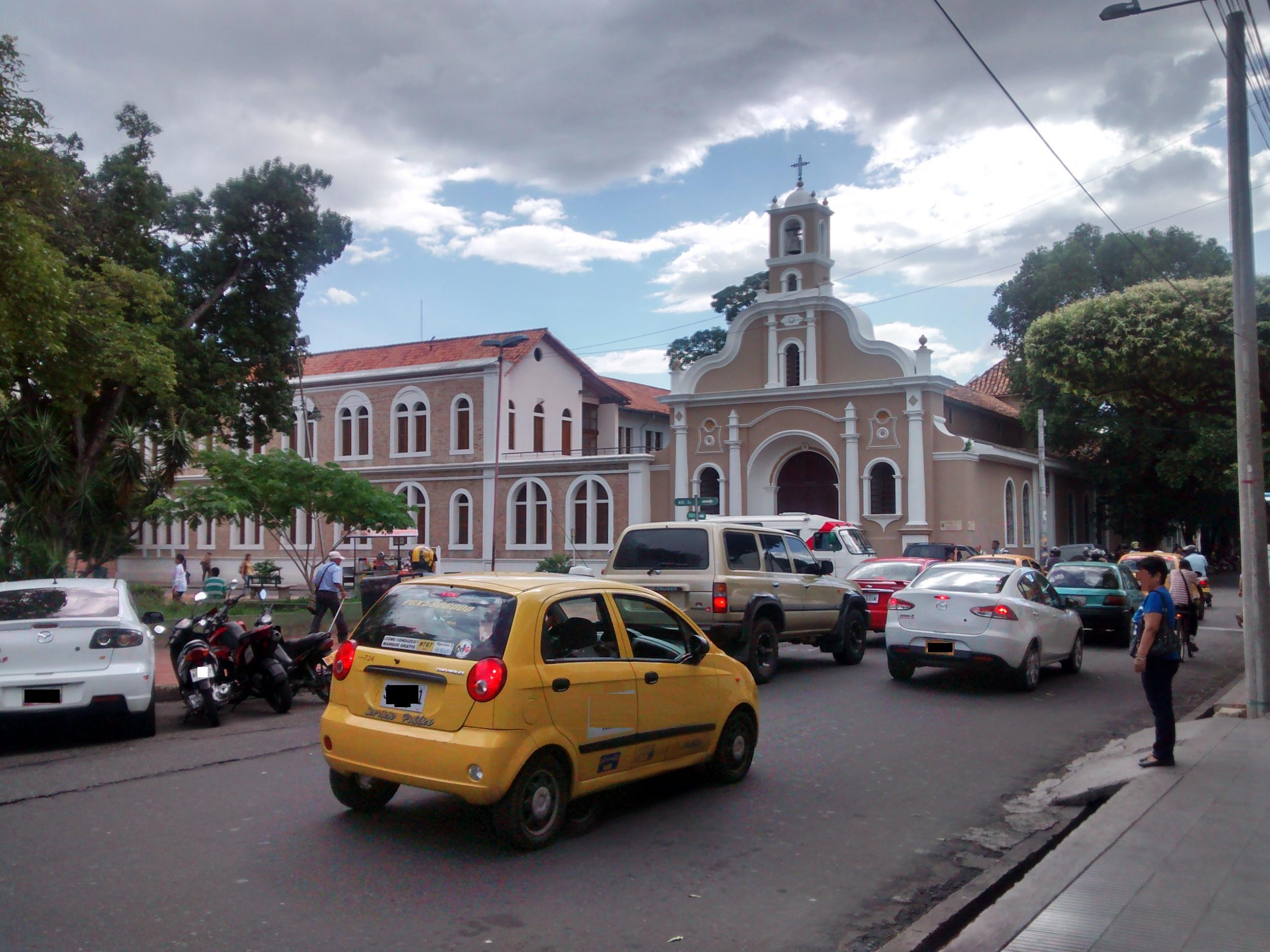
Okresní knihovna a kostel karmelitánů, kde je oltář Pražského Jezulátka s kopií sošky

- Barrio de san Luis – nejstarší španělská pevnost [3]
- Katedrála sv. Josefa (Iglésia San José) – mohutná trojlodní a dvouvěžová bazilika založená z roku 1734, rekonstruovaná po zemětřesení v letech 1883–1889; další historické kostely: Panny Marie (Iglésia del Carmen), sv. Rodiny, Nejsv. Trojice a karmelitánů – 15. července se spojí při každoroční oslavě svátku Panny Marie s procesím a atrakcemi.
- Villa del Rosario s ruinou kostela Panny Marie Růžencové, kde byla podepsána první ústava
- Dům generála Santandera
- Park Velké Kolumbie

## Sport
Hlavním sportem je fotbal, klub Cúcuta Deportívo byl v první lize v roce 2006 a vychoval několik internacionálů jako J. Rodrígueze. Roku 1992 se zde konalo mistrovství světa v basketbalu. Méně známá je tenisová liga.

## Rodáci
- Virgilio Barco Vargas (1921–1997) – ředitel Světové banky, v letech 1986–1990 kolumbijský prezident; otevřel Kolumbii světovému obchodu
- James Rodríguez – fotbalista
- Fabiola Zuluagová – bývala tenistka, nejvýše světová šestnáctka
- Camila Osoriová – tenistka

## Partnerská města
- San Cristóbal, Venezuela